# Masni alkohol
Masni alkoholi su alifatični alkoholi, koji se obično sastoje od lanca sa od 8 do 22 atoma ugljenika, mada mogu da imaju 36 ili više ugljenika. Masni alkoholi imaju paran broj atoma ugljenika i jednu alkoholnu grupu (-OH) vezanu za krajnji ugljenik. Oni takođe mogu da budu nezasićeni i razgranati. Oni nalaze široku primenu u hemijskoj industriji.

## Produkcija i rasprostranjenost
Mnogi masni alkoholi se u prirodi nalaze u voskovima, koji su estri masnih kiselinama i masnih alkohola. Masne alkohole proizvode bakterije, biljke i životinje radi plovnosti, kao izvor metaboličke vode i energije, biosononarna sočiva (morski sisari) i radi termičke izolacije. Masni alkoholi nisu bili dostupni do ranih 190-tih. Oni su originalno dobijani redukcijom voštanih estara natrijumom. Tokom 1930-tih katalitička hidrogenacija je industrijalizovana, što je omogućilo konverziju estara masnih kiselina do alkohola. Tokom 1940-tih i 1950-tih, petrohemikalije su postale važan izvor sirovina, i Karl Zigler je otkrio polimerizaciju etilena. Ova dva otkrića su omogućila proizvodnju sintetičkih masnih alkohola.

## Spoljašnje veze
- Cyberlipid. „Fatty Alcohols and Aldehydes”. Архивирано из оригинала 25. 06. 2012. г. Приступљено 06. 02. 2007.
- CONDEA. „Dr. Z Presents All about fatty alcohols” (PDF). Архивирано из оригинала (PDF) 27. 09. 2007. г. Приступљено 06. 02. 2007.